# 狼爸
狼爸是家庭一种对于父亲对儿子或女儿产生棍棒教育或语言暴力教育的一种，是属于家庭暴力的范畴。这一种教育行为是父亲对子女产生任何生活、物质主义、传统和社交的限制性，目前该行为已经受到中国社会质疑。因为以棍棒或语言暴力出孝子为法宝，已经引起中国国产教育模式的讨论。

## 产生狼爸的原因和后果
主要的就是有以下四个原因：

1. 由于中国，朝韩的專制統治时期过长，加上当时的棍棒教育的傳統思想观念根深蒂固，导致家长的子女出现歪曲或唱反调的人格、还有逆反的心理；

2. 在20世纪70年代末至今，由于应试教育的逼迫，加上家长急于望子成龙或望女成凤的心态，以及现实评价体系重视知识和分数，相反反而轻视综合素质、实践能力和人格，反而助长了子女做出很多反社会（例如：因成绩不满意而自杀）的事情；

3. 社会的跟风和推波助澜，助长了新的事物出现而吸引了子女，但家长不满意子女的表现而出现的暴力状况；

4. 最近的商业推手的唯利是图，导致家长的子女出现多新鲜的物质主义吸引；

## 教育方式
该教育方式分为四种，分别是父亲对子女产生任何生活、物质主义、传统和社交的限制性。

## 对狼爸的各种看法

### 支持
该行为的可喜之处是按照目前实行的传统教育而言，目的是对孩子的行为举止各方面严格规范，符合伦理道德。

### 反对
该教育的本质上是用暴力强迫孩子服从家长的意志来培养孩子，只会成为唯唯诺诺，没有独立思想的人。如果说按棍棒教育的方法来管孩子就能成功，那么天下父母都可以是“成功父母”了。其中，狼爸的本质是属于一种奴性教育，不仅扭曲孩子的心灵，向北大输送的未必就是有创造力的人才，更有违法之嫌。被调教得不敢越雷池一步的“好”孩子、“好”学生，无论考试成绩如何光鲜，却鲜少拥有冒险求变的内在力量。他们中间又怎会诞生中国的比尔盖茨和乔布斯？正是这种教育方式造成人才凋萎的后果，引来沉痛的钱学森之问。假如他真是棍棒教育那样简单粗暴地对待孩子，那他的孩子一定是有问题的，即使学习成绩好，心理也不会健康。”有专家也认为，孩子倘若没有幸福的童年，就难有幸福的人生。自己是主，孩子是民———有这样的爸爸，注定没有幸福的童年。没有幸福的童年，很难有一个幸福的人生———因为童年的经历影响人的一生。其可怕之处在于：孩子们可能要花很多时间才能去除头脑里的“臣民”意识，认同现代社会的基本价值观，明白民主、自由这样基本的现代价值的重要性并维护它，具备公民意识和品格，成为国家公民。因此，为避免出现棍棒教育出现狼爸的情况，只能在子女小时悉心培养调教，避免孩子叛逆厌世，难以管教。孩子是不能太宠太溺爱，适当体罚、防止孩子做错事确有必要，但这不是无理由的打孩子，用棍棒逼他们学习的理由。否则，即使他们在应试教育中获得成功，也未必会成为对社会真正有用的人才，充其量只是死读书的料子。